# Эритрейская рыба-бабочка
Эритрейская рыба-бабочка (лат. Chaetodon paucifasciatus) — вид морских лучепёрых рыб из семейства щетинозубых (Chaetodontidae).

## Описание
Эритрейская рыба-бабочка имеет желтоватое сплющенное по бокам тело, длиной до 14 см с ярко выраженными чёрными полосами вдоль обеих сторон тела, переходящими в чёрные пятна ближе хвосту. Задняя часть тела и хвоста имеют красно-кирпичную окраску. Через глаза проходят чёрно-оранжевые полоски, а в верхней части головы расположена чёрная «корона» с белой каймой.

## Образ жизни и среда обитания
Обитает на глубинах от 4 до 65 м на рифах Красного моря и в Аденском заливе, а также в прибрежных районах Африканского континента и на западе Индийского океана, живёт парами или небольшими группами. Эритрейские рыбы-бабочки во время размножения образуют моногамные пары. Питаются коралловыми полипами, водорослями, мелкими ракообразными и беспозвоночными.

## Аквариумное содержание
Эритрейских рыб-бабочек содержат в просторном аквариуме парами и поодиночке, обеспечивая много места для плавания. Необходимо поддерживать температуру воды 22—27 °C, кислотность — pH 8,1—8,4, плотность — 1,023—1,030, обеспечивая фильтрацию и создавая при помощи помпы средней интенсивности ток воды. Продолжительность светового дня около 10 часов, с подсветкой.
Кормить необходимо мясом креветок, мидий и кальмаров, а также специализированными растительными кормами не менее двух раз в день.